# Scen & Salong
Scen & Salong var en tidskrift och officiellt organ för Riksorganisationen Folkets Hus och Parker, utgiven från 1941 till 1990, och igen från 1998 till 2009.
Innehållet bestod främst av nyheter, reportage och debatt om verksamheterna inom landets Folkets hus och folkparker. 
1916 startade Parkernas centralorganisation tidningens föregångare, då med namnet Folkparken:  organ för Sverges folkparker. År 1941 ändrades namnet till Scen & Salong under vilket utgivningen fortsatte till 1990, då tidskriften upphörde.
År 1998 ändrade Folkets Hus Riksorganisation namn på den av dem utgivna tidningen Folkets Hus (grundad 1969) till Scen & Salong. Den nya tidningen blev därmed gemensam tidskrift för de båda organisationerna, vilka gick samman 2000. Från och med 1995 producerades tidningen av AiP Media Produktion. De sista chefredaktörerna var Erik Södersten (Folkets Hus), Jörgen Eklund (Folkets Hus), Ylva Säfvelin (Folkets Hus/Scen & Salong), Mathias Bohman och fr.o.m. 2006 Ulla Richter.